# Língua tártara
O tártaro (/ˈtɑːtəɹ/ TAH-tər, татар теле, tatar tele or татарча, tatarça) é uma língua turcomena falada pelos tártaros do Volga, localizados principalmente no moderno Tartaristão (na Rússia europeia), bem como na Sibéria e na Crimeia. É falada por mais de 7 milhões de pessoas ao redor do mundo. A escrita oficial do tártaro é baseado no alfabeto cirílico com algumas letras adicionais que não são usadas nas línguas eslavas. Outras escritas, como a latina e a árabe, também são usadas.

## Classificação
O tártaro é uma língua turcomana, considerada parte da família altaica de línguas. Outros europeus e turco-tártaros da Sibéria ocidental falam línguas similares ao tártaro, mas não são necessariamente inteligíveis entre si. A língua tártara pertence ao ramo kipchak da família das línguas turcas e, como todas as línguas turcas, o tártaro é caracterizado pela harmonia vocálica e pela natureza aglutinativa das relações gramaticais entre as palavras.

## Distribuição geográfica
A língua tártara é falada na Rússia por cerca de 5,3 milhões de pessoas e também por comunidades no Azerbaijão, China, Finlândia, Geórgia, Israel, Cazaquistão, Letônia, Lituânia, Romênia, Turquia, Ucrânia, Uzbequistão e vários outros países, incluindo os Estados Unidos. Globalmente, há mais de 7 milhões de falantes de tártaro.
É o segundo idioma falado na Rússia e resistiu à uniformização promovida pelo poder central em Moscou. Uma das formas de preservar o tártaro foi através da poesia e de música. O tártaro também é a língua materna de milhares de mari, um povo fínico; o grupo qaratay dos mordovianos também fala uma variante do tártaro de Kazan. A história da língua tártara tem suas raízes na Horda Dourada, quando os mongóis invadiram a Rússia. Originalmente escrito usando a escrita árabe, o idioma atualmente tem duas escritas oficiais (cirílico e latino), com apenas o cirílico sendo usado na Rússia. Seus dialetos principais são o kazan (a língua literária) e o ocidental, também conhecido como mishar.
Em 1900, quase 14 milhões de turcos habitavam o Império Russo; muitos milhões a mais que o Império Otomano. Destes, os tártaros do Volga eram os mais avançados cultural e economicamente na Rússia, com mais de dois milhões de habitantes em 1897, localizados nos arredores de Kazan. Sendo descendentes do Canato de Kazan, conquistados pelo czar Ivan IV, abandonaram o nomadismo e se estabeleceram de forma sedentária em cidades e no campo. Tomando vantagem da sua posição geográfica, desenvolveram avançada atividade comercial e serviram como intermediários entre a Rússia e o Oriente. Em um censo realizado no final do século XIX, os tártaros eram donos de 1/3 dos empreendimentos industriais na província de Kazan, e controlavam a maior parte do comércio com o Oriente. Os tártaros do Volga foram os primeiros turcos na Rússia, e no mundo, a formarem uma classe média.
No censo de 2010, 69% dos tártaros russos declararam ter pelo menos algum conhecimento da língua tártara. No Tartaristão, 93% dos tártaros e 3,6% dos russos alegaram ter pelo menos algum conhecimento da língua tártara. No vizinho Bascortostão, 67% dos tártaros, 27% dos basquires e 1,3% dos russos alegaram entender a língua tártara básica. No início do século XXI, cerca de 300.000 tártaros da Crimeia residiam na Crimeia, e o governo ucraniano conferiu status especial ao tártaro da Crimeia como língua minoritária.

## Sistema de escrita

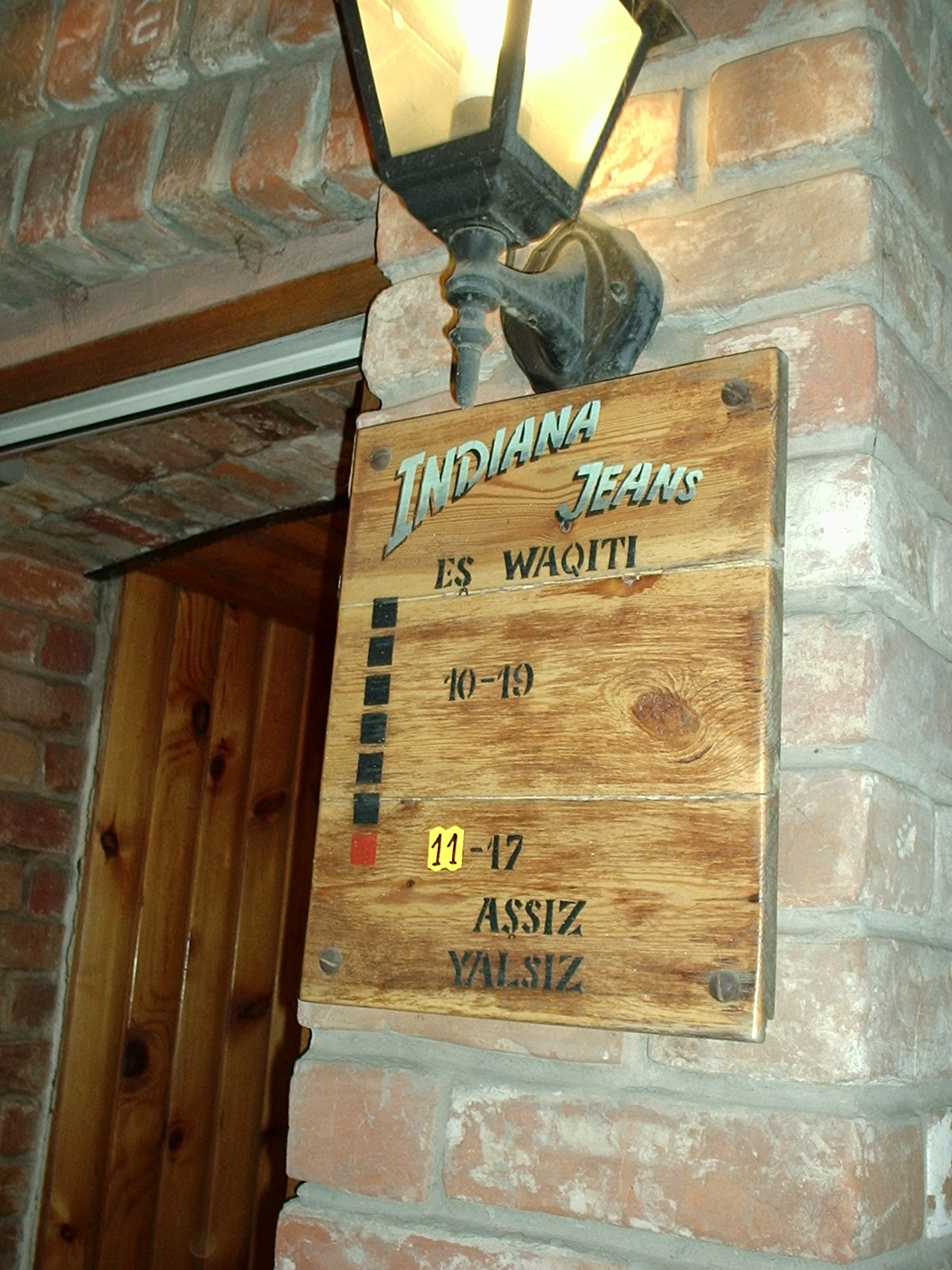
Alguns guias em Kazan estão em escrita latina, especialmente no comércio.

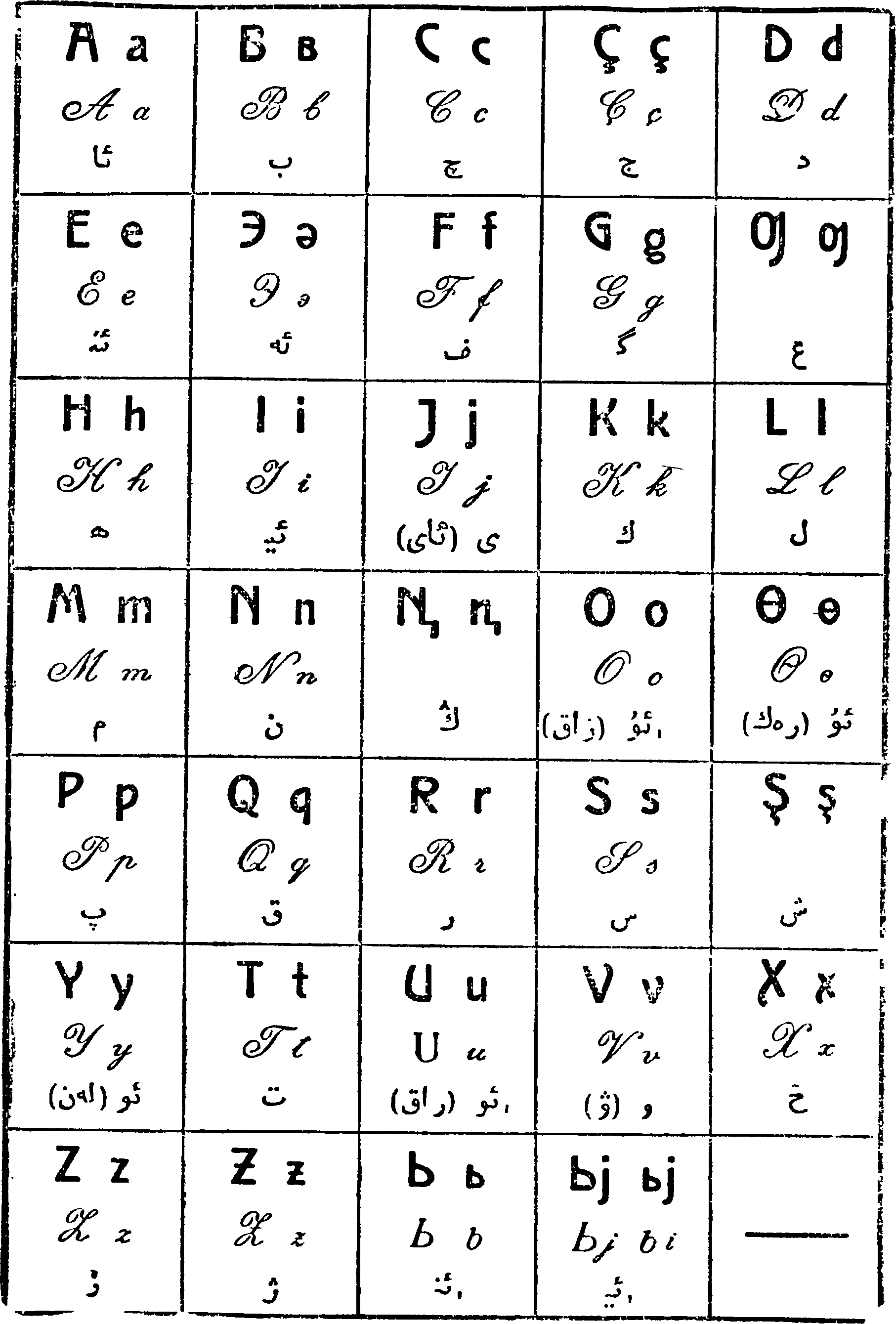
Tártaro em escrita latina (Jaꞑalif) e em escrita árabe, 1927

Na China os tártaros ainda usam a escrita árabe.
- Alfabeto cirílico tártaro (ordem adotada em 1997):

| А а | Ә ә | Б б | В в | Г г | Д д | Е е | Ё ё |
| Ж ж | Җ җ | З з | И и | Й й | К к | Л л | М м |
| Н н | Ң ң | О о | Ө ө | П п | Р р | С с | Т т |
| У у | Ү ү | Ф ф | Х х | Һ һ | Ц ц | Ч ч | Ш ш |
| Щ щ | Ъ ъ | Ы ы | Ь ь | Э э | Ю ю | Я я |     |

- Alfabeto latino tártaro (1999), oficializada por uma lei aprovada pelas autoridades Tatarstani, mas anulada pelo Supremo Tribunal Tártaro em 2004:

| A a | Ə ə | B b | C c | Ç ç | D d | E e | F f |
| G g | Ğ ğ | H h | I ı | İ i | J j | K k | Q q |
| L l | M m | N n | Ꞑ ꞑ | O o | Ɵ ɵ | P p | R r |
| S s | Ş ş | T t | U u | Ü ü | V v | W w | X x |
| Y y | Z z | ’   |     |     |     |     |     |

Exemplo de tártaro com tradução para o português:
Sin bulsa idem, xäzer TV qarap tormas idem.
Se eu fosse você, agora mesmo deixaria de ver televisão.

### Frases comuns em tártaro
- äye — sim
- yuq — não
- isänme(sez)/sawmı(sız) — oi/olá
- säläm — oi/olá (informal)
- saw bul(ığız)/xuş(ığız) — tchau
- zinhar öçen — por favor
- min — eu
- sin — tu/você
- ul — ele/ela
- bez — nós
- sez — vocês
- alar — eles
- millät — nação
- duslar - amigos
- bayraq - bandeira
- iltamğa - brasão
- irekle/azat - livre